# 関長広
関 長広（せき ながひろ）は、備中国新見藩の第2代藩主。新見藩関家3代。

## 略歴
元禄7年（1694年）6月29日、初代藩主・関長治の兄・森長俊の次男として美作に生まれる。
宝永3年（1706年）4月、叔父長治の養子となる。享保10年（1725年）3月5日、養父の隠居により家督を継いだ。しかし生来から病弱で政務が執れず、惰弱な藩主の下で家臣団は博打に走るなど綱紀が乱れ、財政難も起こった。
享保17年（1732年）5月4日、養父に先立って死去した。享年39。跡を長男の政富が継いだ。

## 系譜
- 父：森長俊（1649-1735）
- 母：岡氏
- 養父：関長治（1657-1738）
- 室：岡氏
  - 長男：関政富（1723?-1760）
- 生母不明の子女
  - 女子：類 - 森俊春正室